# Alabama
Alabama este un stat al Statelor Unite ale Americii situat în regiunea sa sudică, așa numita Southern of United States of America. Alabama a devenit cel de-al douăzeci și doilea stat al Uniunii la 14 decembrie 1819. Statul Alabama a fost unul din statele secesioniste din Uniune. Astfel, la 11 ianuarie 1861, Alabama a devenit unul din statele confederate, cunoscut ca Alabama Republic (Republica Alabama) la 18 februarie 1861. După Războiul civil american a fost readmis în Uniune la 14 iulie 1868. Același stat Alabama a fost teatrul de desfășurare al celor mai importante mișcări de emancipare a populației de origine africană care au avut loc în deceniile 1950 și 1960.

## Clima
Clima statului Alabama este una temperată cu o temperatură medie anuală de 18 °C. Temperaturile tind să fie mai ridicate în partea sudică a statului, mai apropiată de Golful Mexic, în timp ce în părțile nordice ale statului, mai ales în Munții Apalași din nord-est, tind să fie mai scăzute. În general, Alabama are veri foarte calde și ierni blânde, cu precipitații abundente pe tot parcursul anului. Alabama primește în medie 1.400 mm de precipitații anual.
Verile din Alabama sunt printre cele mai fierbinți din Statele Unite, cu temperaturi maxime în jur de 32 °C toată vara în unele zone. Alabama este expusă furtunilor tropicale și chiar uraganelor. Regiunile mai îndepărtate de Golf nu sunt nici ele imune la efectele furtunilor, care aduc acesea cantități semnificative de precipitații pe măsură ce avansează pe continent.

## Geografie
Alabama este ce de-al 30-lea stat al Statelor Unite cu o suprafață totală de 135.775 km² (sau 52.423 mile pătrate). Din această suprafață, 3.19% este apă, facând Alabama al 23-lea stat ca suprafață pe o listă a apelor de suprafață și conferind statului locul al doilea ca sistem de ape navigabile din SUA.
Aproximativ trei-cincimi din suprafața totală a uscatului este o câmpie domoală cu declinații spre valea fluviului Mississippi și spre Golful Mexicului. Regiunea nordică a Alabamei este muntoasă, cu râul Tennessee tăind o vale largă și creând astfel numeroase grupe de înălțimi având pâraie, râuri, lacuri și grupe montane.
Cel mai jos punct la est de Mississippi River se găsește în Comitatul Dekalb de-a lungul unei falii care creează o minune naturală Buck's Pocket State Park. O altă minune naturală este Land Bridge, cel mai mare pod natural care se găsește la est de fluviul Mississippi.
Alabama variază în general în înălțime destul de puțin, de la nivelul mării până la circa 500–550 m în munții Apalași în nordul statului, atingând un maximum în vârful muntelui Cheaha cu 734 m altitudine.
Statele cu care Alabama se învecinează sunt Tennessee la nord, Georgia la est, Florida la sud și Mississippi la vest. În partea sa extrem sudică, Alabama prezintă ieșire la Golful Mexic.
Rețeaua de parcuri naționale include următoarele zone protejate: Horseshoe Bend National Military Park în Daviston, Little River Canyon National Preserve în Fort Payne, Russell Cave National Monument în Bridgeport, Tuskegee Airmen National Historic Site în Tuskegee și Tuskegee Institute National Historic Site în apropiere de Tuskegee.
Tot pe teritoriul Alabamei se găsesc de asemenea și Natchez Trace Parkway, Selma To Montgomery National Historic Trail precum și Trail Of Tears National Historic Trail.

## Istorie
Locuitorii nativi ai statului au fost triburi nord-americane numite Alabama (cunoscuți și ca Alibamu), Cherokee, Chickasaw, Choctaw, Creek, Koasati și Mobile. Comerțul cu zonele din nord-estul Statelor Unite de azi, folosind Râul Ohio, au început în timpul perioadei istorice cunoscută sub numele de Burial Mound Period (1000 îHr - 700) și au continuat în timpul contactului cu europenii care s-au stabilit în America de Nord. Influența mezo-americană este evidentă în cultura agrară a Mississippi-ului care a urmat.
Francezii au stabilit prima așezare a europenilor în perimetrul de azi al statului înființând orașul Mobile în 1702. Sudul Alabamei a aparținut Franței în perioada 1702 – 1763, a fost parte a Floridei de vest britanice pentru 17 ani, între 1763 – 1780, și parte a Floridei de vest spaniole, din 1780 până în 1814. Nordul și centrul statului Alabama a fost parte a Georgiei britanice între 1763 – 1783 și parte a Teritoriului american Mississippi după aceea. Statutul de stat al Statelor Unite ale Americii a fost întârziat de lipsa ieșirii la Golful Mexic, care a fost "rectificată" de președintele Andrew Jackson atunci când orașul Mobile (aflat până atunci sub control spaniol) a fost capturat în 1814. Alabama a devenit cel de-al douăzeci și douălea stat al Uniunii în 1819, la 14 decembrie.
Statul Alabama a secesionat din Uniune la 11 ianuarie 1861, devenind unul din statele confederate, cunoscut ca Alabama Republic (Republica Alabama) la 18 februarie 1861. Deși multe bătălii nu au avut loc pe teritoriul său, Alabama a contribuit cu circa 120.000 de soldați în Războiul Civil (1861 - 1865). După terminarea războiului, un guvern provizoriu a fost stabilit în 1865, până la readmiterea sa la 14 iulie 1868.
Alabama a fost considerată leagănul Confederației în timpul Războiului Civil American, iar mai târziu, după aproape un secol, a fost scena celor mai importante activități ale mișcării pentru câștigarea drepturilor civile ale populației de origine africană (în engleză, în original, civil rights movement) ale anilor 1950 și 1960.

## Demografie

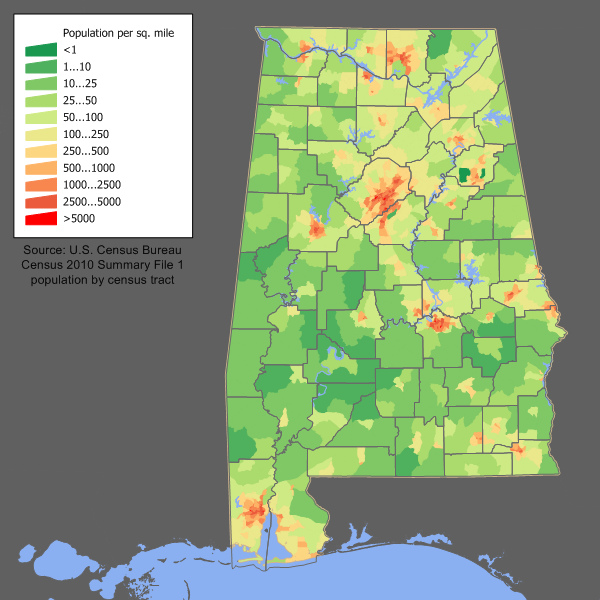
Harta densității de populație a statului Alabama

### Structura rasială
Populația totală a statului în 2010: 4,779,736
Structura rasială în conformitate cu recensământul din 2010:
- 68.5% Albi (3,275,394)
- 26.2% Negri (1,251,311)
- 2.1% Altă rasă (96,910)
- 1.5% Două sau mai multe rase (71,251)
- 1.1% Asiatici (53,595)
- 0.6% Amerindieni (28,218)
- Hawaieni Nativi sau locuitori ai Insulelor Pacificului (3,057)

### 2005
La nivelul anului 2005, Alabama avea o populație estimată la 4.557.808 locuitori. în creștere cu 32.433, sau 0,7%, față de anul anterior, și de 110.457, sau 2,5%, față de 2000. Aceasta include o creștere naturală de la ultimul recensământ de 77.418 de oameni (adică 319.544 nașteri minus 242.126 decese) și o creștere datorată imigrației a 36.457 de oameni. Imigrația din afara Statelor Unite a avut ca rezultat o creștere netă de 25.936 de oameni, iar migrația în cadrul țări a produs o creștere de 10.521 de oameni.
În stat locuiau în 2005 108.000 de persoane născute în străinătate (2,4% din populația statului), din care aproximativ 22,2% (24.000) erau emigranți ilegali.
Centrul de populație al statului Alabama se află în districtul Chilton, lângă orașul Jemison, într-o zonă denumită Jemison Division.

## Legislație și guvern
Documentul fondator al guvernului statului Alabama îl reprezintă constituția ratificată în 1901. Cu aproximativ 800 de amendmente și 310.000 de cuvinte, este cea mai lungă constituție din lume, de aproximativ patruzeci de ori mai lungă decât Constituția Statelor Unite. Există o mișcare semnificativă pentru rescrierea și modernizarea constituției statului Alabama. Această mișcare pornește de la faptul că constituția actuală centralizează puterea în Montgomery nelăsând practic nicio putere în mâinile autorităților locale. Orice schimbare de politică propusă undeva în stat trebuie aprobată de întregul legislativ al statului și, adesea, prin referendum. O critică a actualei constituții afirmă că lungimea și complexitatea sa sunt caracteristici pe care autorii inițiali le-au introdus intenționat pentru a legifera rasismul și segregația.
Puterea Alabama este împărțită în trei ramuri:
Ramura legislativă o reprezintă legislativul Alabama, un parlament bicameral format din Camera Reprezentanților din Alabama, cu 105 membri, și Senatul Alabama, cu 35 de membri. Legislativul este responsabil cu scrierea, dezbaterea, și adoptarea sau respingerea legilor la nivelul statului.
Ramura executivă răspunde de aplicarea legilor. Ea este condusă de guvernator. Alți membri ai executivului sunt cabinetul, procurorul general, secretarul de stat, comisarul pentru agricultură și industrii, trezorierul, și auditorul Statului Alabama.
Ramura judecătorească răspunde de interpretarea Constituției și aplicarea legii în cazurile penale și civile. Cea mai înaltă instanță este Curtea Supremă a statului Alabama.

## Economie

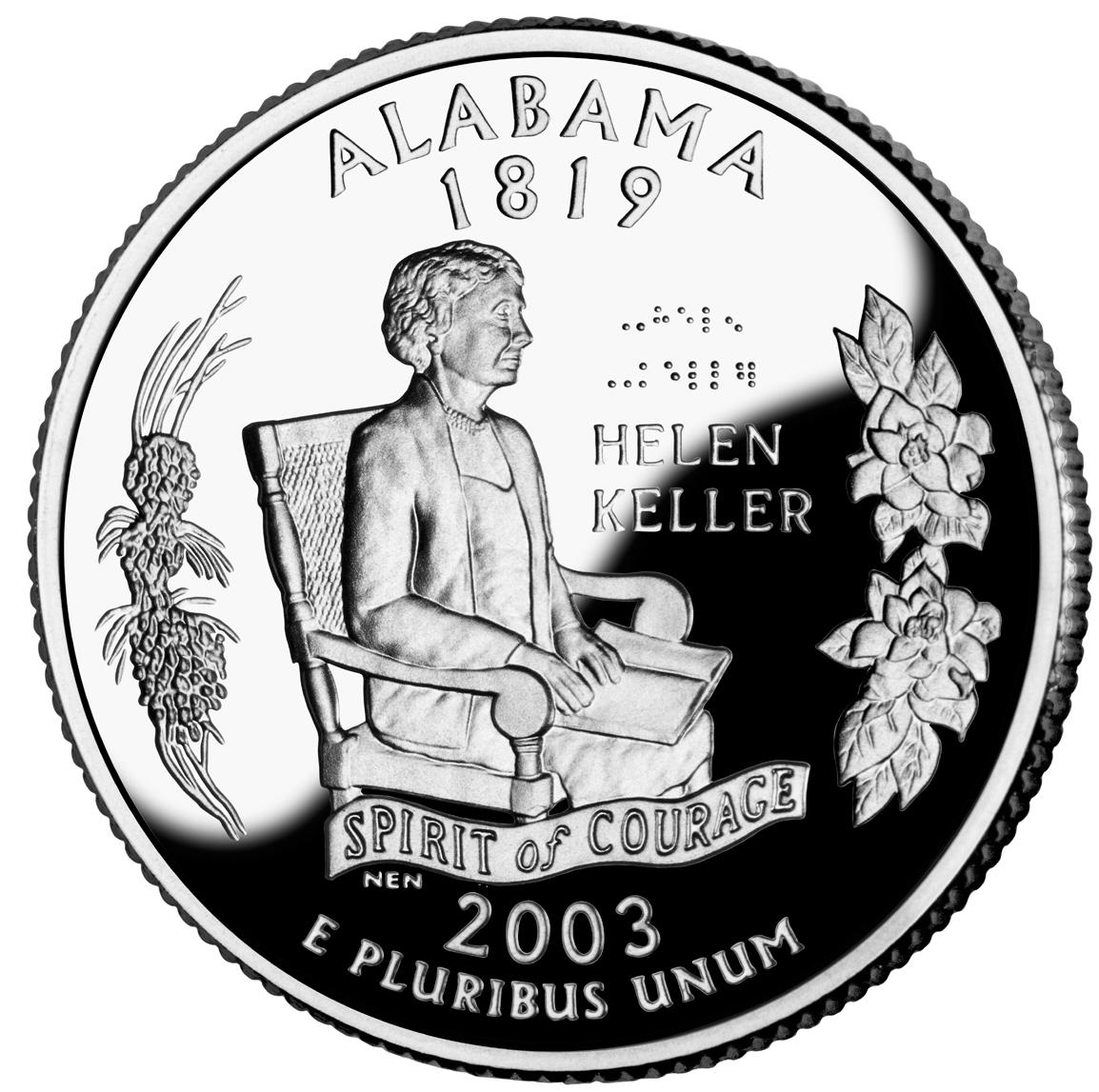
Moneda de 25 de cenți din Alabama cu Helen Keller împreună cu o ramură de brad și camelii. Emisă la 19 martie 2003.

Conform Biroului de Analiză Economică, produsul intern brut al statului a fost în 2006 de 160 miliarde de dolari, sau 29.697 de dolari pe cap de locuitor, clasându-se pe locul 44 între state. PIBul Alabamei a crescut cu 3,1% din 2005, Alabama fiind pe locul 23 în termeni de creștere a PIBului. Cea mai mare creștere provine din zona în care se produc bunuri de folosință îndelungată. În 1999, venitul anual pe cap de locuitor era de 18.189 de dolari.
Producția agricolă din Alabama cuprinde păsări și ouă, vite, alune, bumbac, cereale cum ar fi porumb și sorg, legume, lapte, soia, și piersici. Deși cunoscut sub numele de The Cotton State ('"Statul Bumbacului), Alabama se află doar pe locurile 8–10 în producția națională de bumbac, într-un clasament în care lideri sunt Texas, Georgia și Mississippi.
Producția industrială este furnizată de industria siderurgice (inclusiv turnătorie și țevi); industria hârtiei, de cherestea și produse din lemn; minerit (mai ales cărbune); de produse din plastic; autovehicule; și îmbrăcăminte. De asemenea, în Alabama este prezentă industria electronică și aerospațială, mai ales în zona Huntsville, unde se află Centrul de zbor spațial George Marshall al NASA și Comandamentul Armatei SUA pentru Rachete și Aviație, de la Redstone Arsenal.

## Transporturi
Alabama este traversată de cinci mari autostrăzi: I-65 trece de la nord la sud prin centrul statului; I-59/I-20 trece de la granița central-vestică până la Birmingham, unde I-59 continuă spre colțul nord-estic al statului și I-20 continuă spre est către Atlanta; I-85 pleacă din Montgomery și merge spre est-nord-est la granița cu Georgia, reprezentând o importantă legătură cu Atlanta; I-10 traversează porțiunea sudică a statului, de la vest spre est prin Mobile. O altă autostradă, I-22, este în construcție. Când va fi terminată, în 2012 ea va lega Birmingham de Memphis, Tennessee.
Principalele aeroporturi din Alabama se află la Birmingham, Huntsville, Mobile, Montgomery și Tuscaloosa. Pe calea ferată, circulă trenul zilnic Crescent, al companiei Amtrak, de la New York la New Orleans cu opriri la Anniston, Birmingham, și Tuscaloosa.

## Educație

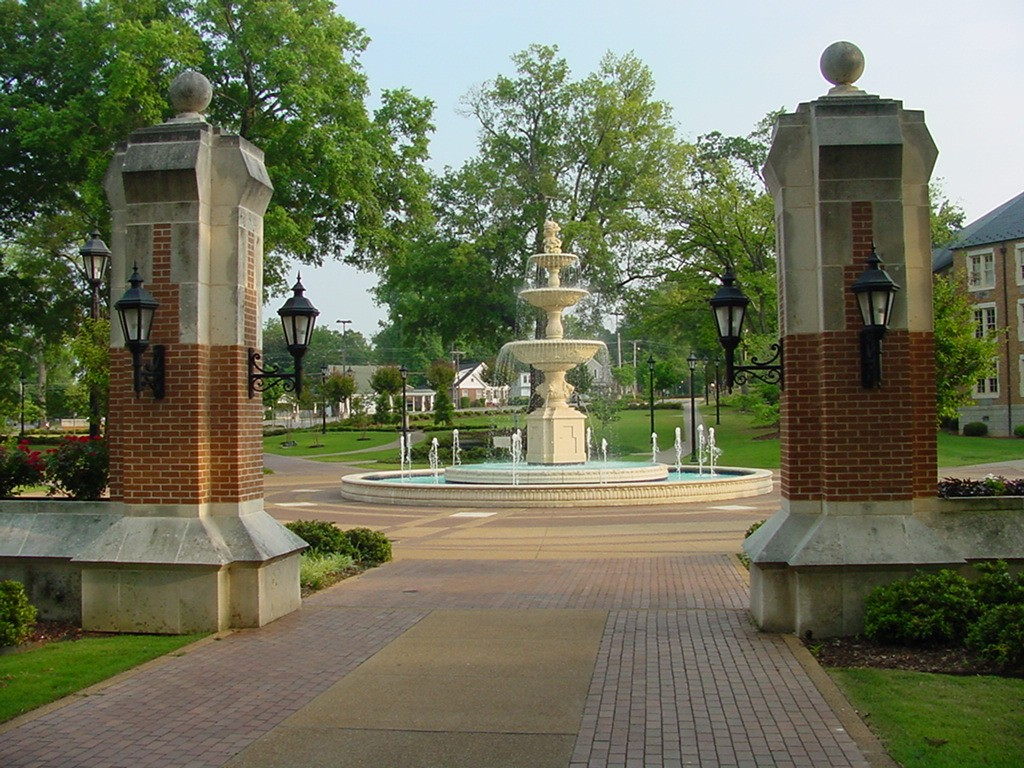
Harrison Plaza de la Universitatea North Alabama din Florence.

Printre instituțiile de învățământ superior din Alabama se numără 14 universități publice, numeroase colegii de doi ani, și 17 universități private, unde se oferă programe de studii universitare și postuniversitare. Învățământul superior din Alabama este supervizat de Comisia pentru Învățământ Superior a Statului Alabama. Colegiile și universitățile din Alabama oferă programe de studiu de la nivel de colegiu de 2 ani până la programe de doctorat de 16 ani.
Acreditarea programelor academice se face prin Asociația Sudică de Școli și Colegii și printr-o serie de agenții de acreditare naționale și internaționale.